# U 132 (Kriegsmarine)
De U 132 was een U-boot van de Duitse Kriegsmarine tijdens de Tweede Wereldoorlog. Deze VIIC-onderzeeër stond onder commando van kapitein-luitenant-ter-zee Ernst Vogelsang. 

## Geschiedenis
Op 4 november 1942 ontplofte het munitieschip "Hatimura". De U 132 bevond zich waarschijnlijk onder water te dicht bij het ontploffende koopvaardijschip. De gehele 47-koppige bemanning kwam om.

## Voorafgaand geregistreerd feit
(Laatste herziening door FDS/NHB in januari 1985). - Gezonken op 5 november 1942 in het noordelijke gedeelte van de Atlantische Oceaan, ten zuidoosten van Cape Farewell in Groenland, in positie 58° 8′ 0″ NB, 33° 13′ 0″ WL door een Brits vliegtuig (Squadron 120). Deze aanval was gericht tegen de U 89. Die had maar geringe schade opgelopen en kon ontsnappen onder water.